# Milanka
Milenka je žensko osebno ime.

## Izvor imena
Ime Milanka je različica ženskega osebnega imena Milena, Milana oziroma ženska različica  imena Milan.

## Pogostost imena
Po podatkih Statističnega urada Republike Slovenije je bilo na dan 31. decembra 2007 v Sloveniji število ženskih oseb z imenom Milanka: 269.

## Osebni praznik
Osebe z imenom Milanka lahko godujejo takrat kot osebe z imenom Milena.